# Steiermarkbahn Transport und Logistik

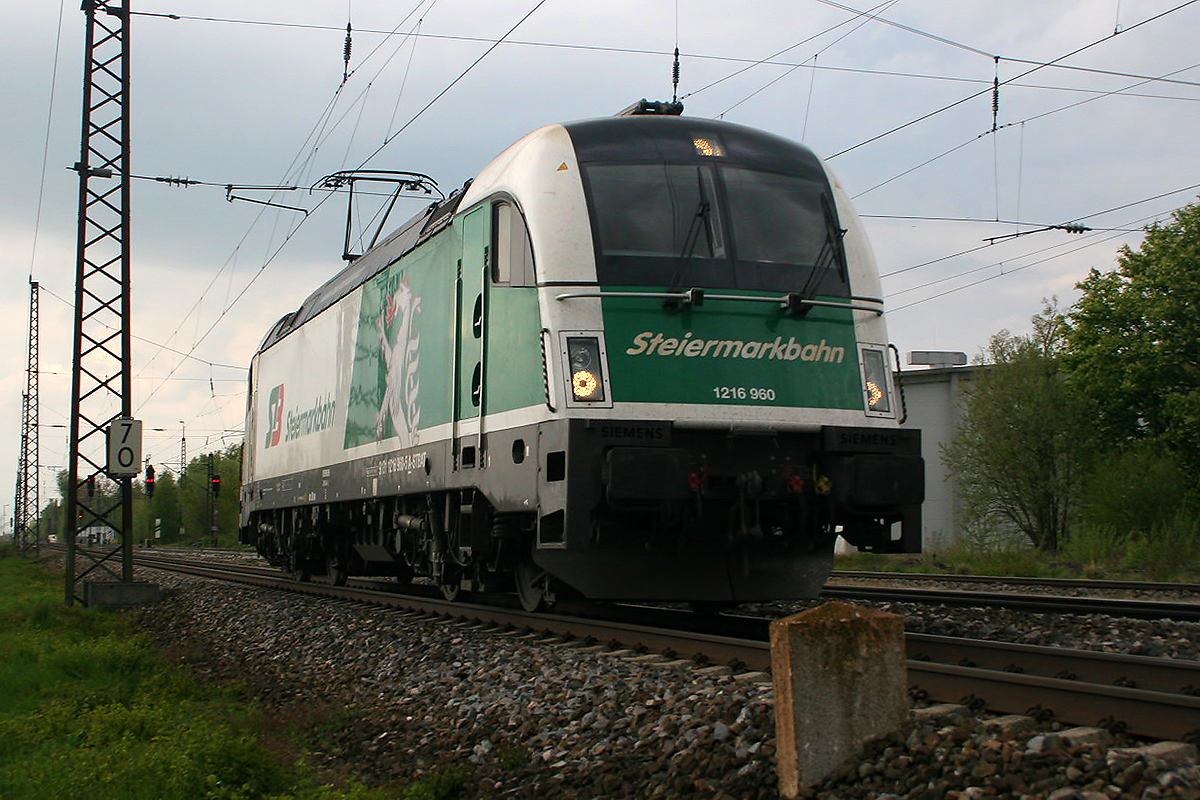
Siemens ES64U4 (Taurus III) der Steiermarkbahn im alten Design

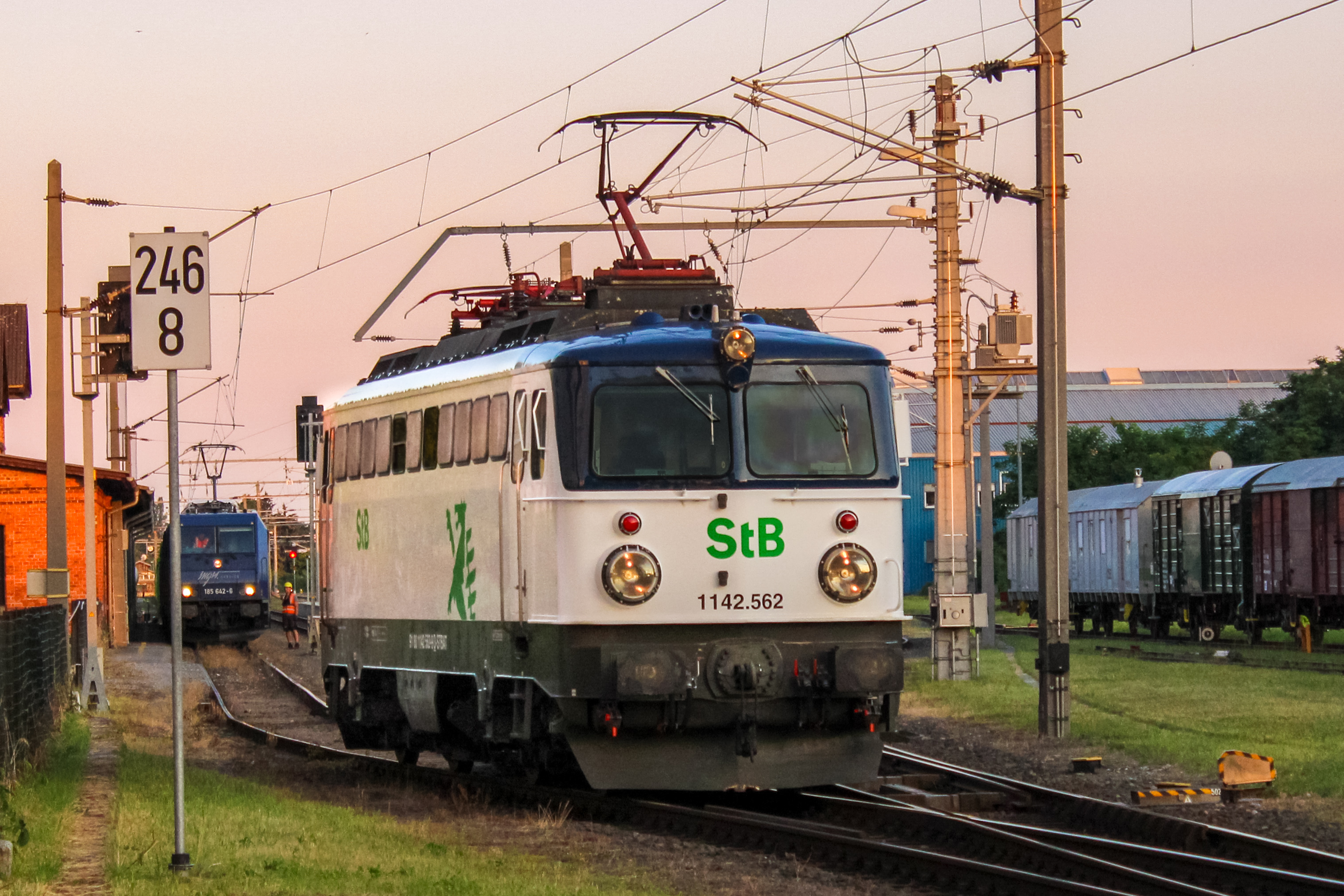
Steiermarkbahn 1142 562

Die Steiermarkbahn Transport und Logistik GmbH (kurz StB TL) ist ein österreichisches Eisenbahnverkehrsunternehmen mit Sitz in Graz. Geschäftsgegenstand ist die Durchführung von Personen- und Gütertransporten auf der Schiene.

## Geschichte und Entstehung

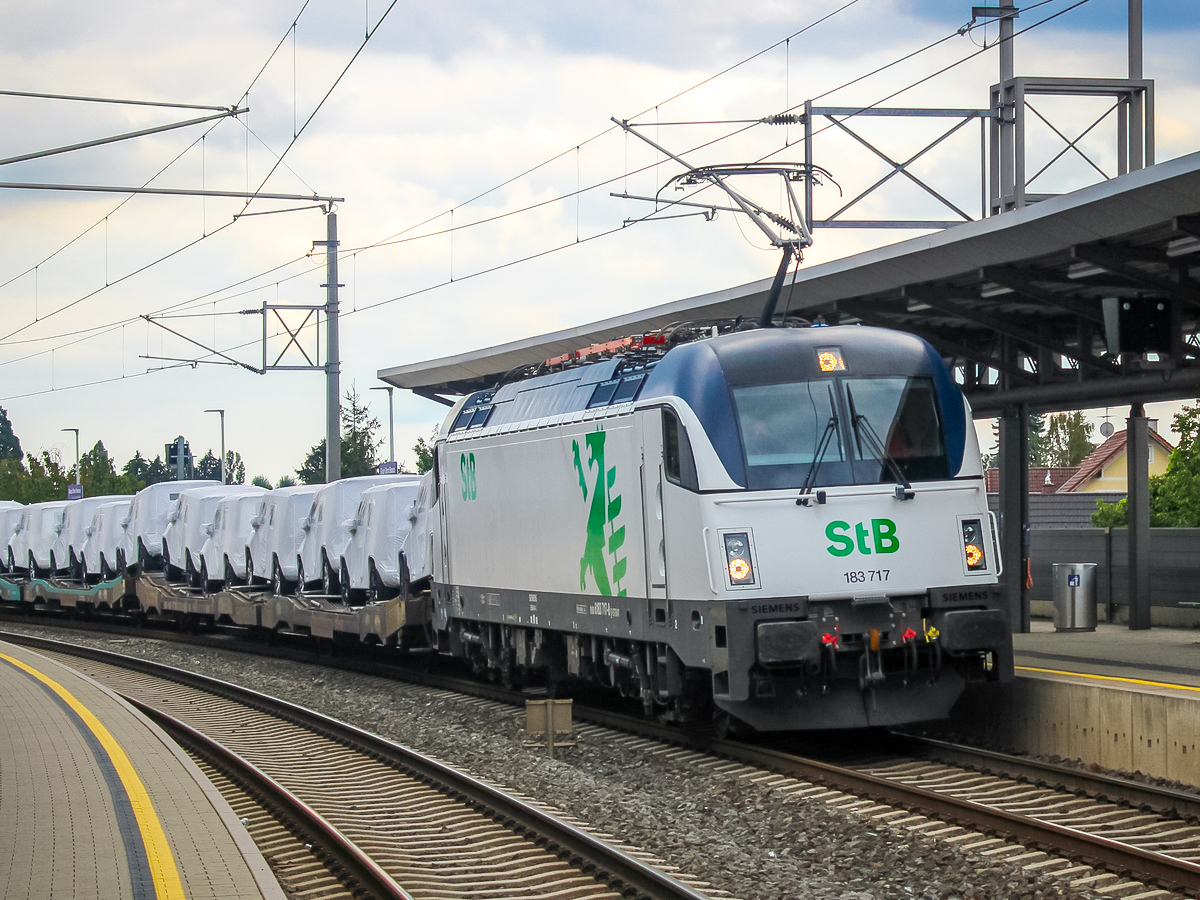
Steiermarkbahn 183 717 in Don Bosco.

Die Gesellschaft wurde am 19. Juli 2000 gegründet. Gesellschafter ist zu 100 % die Steiermarkbahn und Bus GmbH, die im Eigentum des Landes Steiermark steht. Das eingezahlte Stammkapital beträgt 250.000 Euro. Im Jahr 2018 wurden Teile der Steiermärkischen Landebahnen in die Steiermarkbahn eingebracht und das Unternehmen umstrukturiert. Das operative Geschäft auf dem österreichischen Bahnnetz wurde im Jahr 2002 aufgenommen. Von 2003 bis 2017 wurden erfolgreich mit Partnern der Touareg Express, ein Ganzzug, mit dem Autoteile von Österreich in die Slowakei befördert werden, abgewickelt. Daneben werden zahlreiche weitere Verkehre auf der Infrastruktur der Steiermärkischen Landesbahnen, auf den österreichischen Hauptachsen sowie teilweise im benachbarten Ausland durchgeführt.

## Fahrzeugbestand

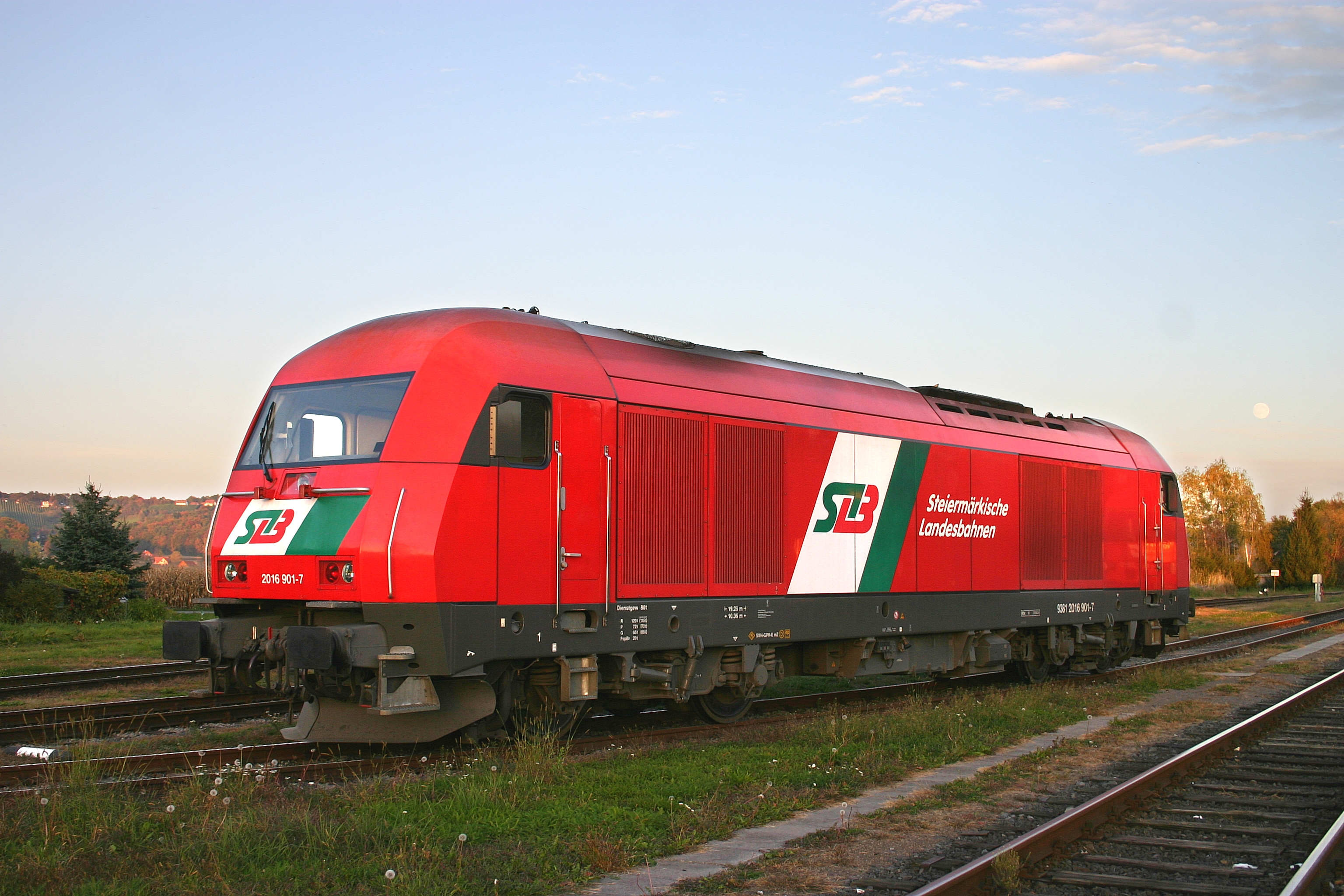
Steiermarkbahn 2016 in erster Lackvariante

Die Steiermarkbahn verfügt über zwei Mehrsystem-Elektrolokomotiven der Baureihe 1216 („Taurus“), drei Elektrolokomotiven der Reihe 1142, vier dieselhydraulische Normalspurloks des Herstellers Gmeinder, einen Siemens Vectron 9180 6193 873-7 sowie einen Dual-Vectron 9080 2248 995-3 und eine dieselelektrische Normalspurlok Siemens ER20. Darüber hinaus wird auf Triebfahrzeuge von Kooperationspartnern und Lokvermietern zurückgegriffen.
Die der Steiermarkbahn gehörenden Lokomotiven verfügen über ein auffälliges Design. Die in den steirischen Landesfarben gehaltenen Fahrzeuge (weiß - grün), sind auch mit dem steirischen Landeswappen – einem Panther – versehen. Mit der Umstrukturierung der StB im Juni 2018 wurde ein neues Design in den Farben reinweiß, reingrün und stahlblau eingeführt.
Außerdem stehen im Besitz der StB TL rund 300 eigene Güterwaggons unterschiedlicher Bauarten, so etwa offene Güterwagen „Eaos“, Containertragwagen sowie Schüttguttransportwagen.
| Aktuelle Lokomotivflotte     | Aktuelle Lokomotivflotte | Aktuelle Lokomotivflotte | Aktuelle Lokomotivflotte     | Aktuelle Lokomotivflotte             | Aktuelle Lokomotivflotte                                  |
| Typ                          | Bild                     | Stückzahl                | Loknummern                   | Hersteller                           | Bemerkung                                                 |
| ---------------------------- | ------------------------ | ------------------------ | ---------------------------- | ------------------------------------ | --------------------------------------------------------- |
| Siemens ES64U4 (Rh 1216)     |                          | 2                        | 183 717, 1216 960            | Siemens                              |                                                           |
| 1142                         |                          | 3                        | 1142 562, 1142 613, 1142 578 | Simmering-Graz-Pauker                | ex. ÖBB                                                   |
| ER 20 (Rh 1223, 2016)        |                          | 1                        | 1223 004                     | Siemens                              |                                                           |
| 2151/2111                    |                          | 2                        | D3, D6                       | Gmeinder                             |                                                           |
| Vectron 9180 6193 873-7      |                          | 1                        | 193 873                      | Siemens                              | angemietet von der Beacon                                 |
| Dual-Vectron 9080 2248 995-3 |                          | 1                        | 248 995                      | Siemens                              | vermietet an SETG                                         |
| E 41                         |                          | 1                        | E 41                         | Grazer Waggonfabrik, ELIN, AEG-Union | zum Verkehr auf der Lokalbahn Feldbach - Bad Gleichenberg |
| Ehemalige Lokomotivflotte    |                          |                          |                              |                                      |                                                           |
| Typ                          | Bild                     | Stückzahl                | Loknummern                   | Hersteller                           | Bemerkung                                                 |
| Siemens ES64F4 (189 822)     |                          | 1                        | 189 822                      | Siemens                              | zurückgegeben an Siemens                                  |

## Leistungsangebot
Die Steiermarkbahn ist primär in der Anschlussbahnbedienung und im Fahrverschub sowie im Ganzzugverkehr in Österreich und im umliegenden EU-Gebiet tätig. Neben den Tätigkeiten im Cargo-Bereich (Cargo Center Graz) führt die Steiermarkbahn auch Personenverkehr und Sonderfahrten auf dem Netz der ÖBB durch.
Daneben werden auch Sonderverkehre abgewickelt und Güterwagen, Loks und Personal für andere Eisenbahnverkehrsunternehmen gestellt.